# Vida i opinions de Tristram Shandy
Vida i opinions de Tristram Shandy, home de llinatge o més breument Tristram Shandy és una novel·la escrita per Laurence Sterne al segle xviii. Consta de nou volums o llibres en els quals es narra la vida del protagonista homònim. S'ha adaptat al còmic i al cinema.
El protagonista no neix fins al tercer volum de l'obra. L'acció no pot avançar perquè el narrador és incapaç de centrar-se en el que explica i la novel·la està plena d'excursos paròdics i reflexions intercalades plenes d'humor. Tristram, de fet, apareix només de forma fugaç al llibre, la primera meitat prepara el seu naixement i la segona acaba amb la seva infantesa. No hi ha, doncs, una trama clara sinó que la novel·la és l'acumulació de digressions i pensaments.
Es considera la primera novel·la experimental de la història, avançant-se en segles a les avantguardes o les obres de la desconstrucció. L'autor cita o parodia els grans autors del barroc i la seva època, entre els quals sobresurten Cervantes i els pares de l'empirisme. La família Shandy hi apareix com un grup de persones obsedides: el pare vol experimentar amb en Tristram nous mètodes educatius i l'oncle està ocupat fortificant el jardí per a guerres imaginàries. També hi destaca l'ingenu capellà de la zona. Els temes que toca són molt variats, des de la influència del nom i del pas del temps fins a assumptes domèstics.
Fou traduïda al català per Joaquim Mallafré el 1993 i publicada per Proa.